# Горленко, Михаил Владимирович
Михаил Владимирович Горленко (1908—1994) — советский и российский микробиолог, ботаник (миколог и фитопатолог), Заслуженный деятель науки РСФСР (1968).

## Биография
Родился во Владимире 30 мая (12 июня) 1908 года в дворянской семье. Учился в школе в Воронеже, в 1930 году окончил естественно-химическое отделение педагогического факультета Воронежского университета.
С 1931 по 1941 год работал научным сотрудником Воронежской станции защиты растений, с 1941 года заведовал лабораторией Московской станции защиты растений ВАСХНИЛ. В 1948 году Горленко возглавил Московскую станцию защиты растений. В 1952 году стал членом ВКП(б).
С 1955 по 1991 год М. В. Горленко был заведующим кафедрой низших растений Московского государственного университета. В 1976 году он стал членом-корреспондентом АН СССР, с 1991 года — РАН. До своей смерти работал советником ректората МГУ.
На протяжении свыше 20 лет Горленко работал в редакции научного журнала «Микология и фитопатология».
Супруга — Елена Ивановна Третьякова; сын Владимир (род. 1941) — микробиолог, заслуженный деятель науки РФ.
22 ноября (по другим данным — 22 октября или 21 ноября) 1994 года Михаил Владимирович Горленко скончался.
Похоронен на Кунцевском кладбище.

## Некоторые научные работы
- Горленко М. В. Болезни пшеницы. — М., 1951. — 256 с.
- Горленко М. В. Сельскохозяйственная фитопатология. — М., 1968. — 169 с.
- Горленко М. В. Миграции фитопатогенных микроорганизмов. — М., 1975. — 108 с.

## Виды грибов, названные в честь М. В. Горленко
- Ascochyta gorlenkoi Melnik, 1978
- Microsphaera gorlenkoi F. T. Chien, 1975 [≡ Erysiphe gorlenkoi (F.T.Chien) Girilovich & Gulis, 2005]
- Nigrospora gorlenkoana Novobr., 1972 [= Nigrospora oryzae (Berk. & Broome) Petch, 1924]
- Penicillium gorlenkoanum Baghd., 1968
- Sporotrichum gorlenkoanum Kuritzina & Sizova, 1967